# З Дону видачі немає
«З Дону видачі немає» — кінофільм режисера Олега Массаригіна, що вийшов на екрани в 2006.

## Зміст
Донська степ досить широка, і поки автомобіль перетне ці безкраї простори, багато що може трапитися. На пустинній трасі химерним чином переплітаються шляхи священика, що везе в свою церкву новий дзвін, і шофера, який взяв на борт вантаж наркотиків, втомившись жити на маленьку зарплату.

## Ролі
| Актор              | Роль          |
| ------------------ | ------------- |
| Олексій Серебряков | отець Георгій |
| Леонід Громов      | Тихон         |
| Раміль Сабітов     | -             |
| Світлана Копилова  | -             |
| Антон Хомятов      | -             |
| Сергій Макаров     | -             |
| Ірина Архипова     | -             |
| Михайло Васьков    | -             |
| Корній Макаров     | -             |
| Микола Рябков      | -             |

## Знімальна група
- Режисер — Олег Массаригін
- Сценарист — Ігор Порублев
- Продюсер — Марина Гундоріна
- Композитор — Андрій Головін